# Naunspitze

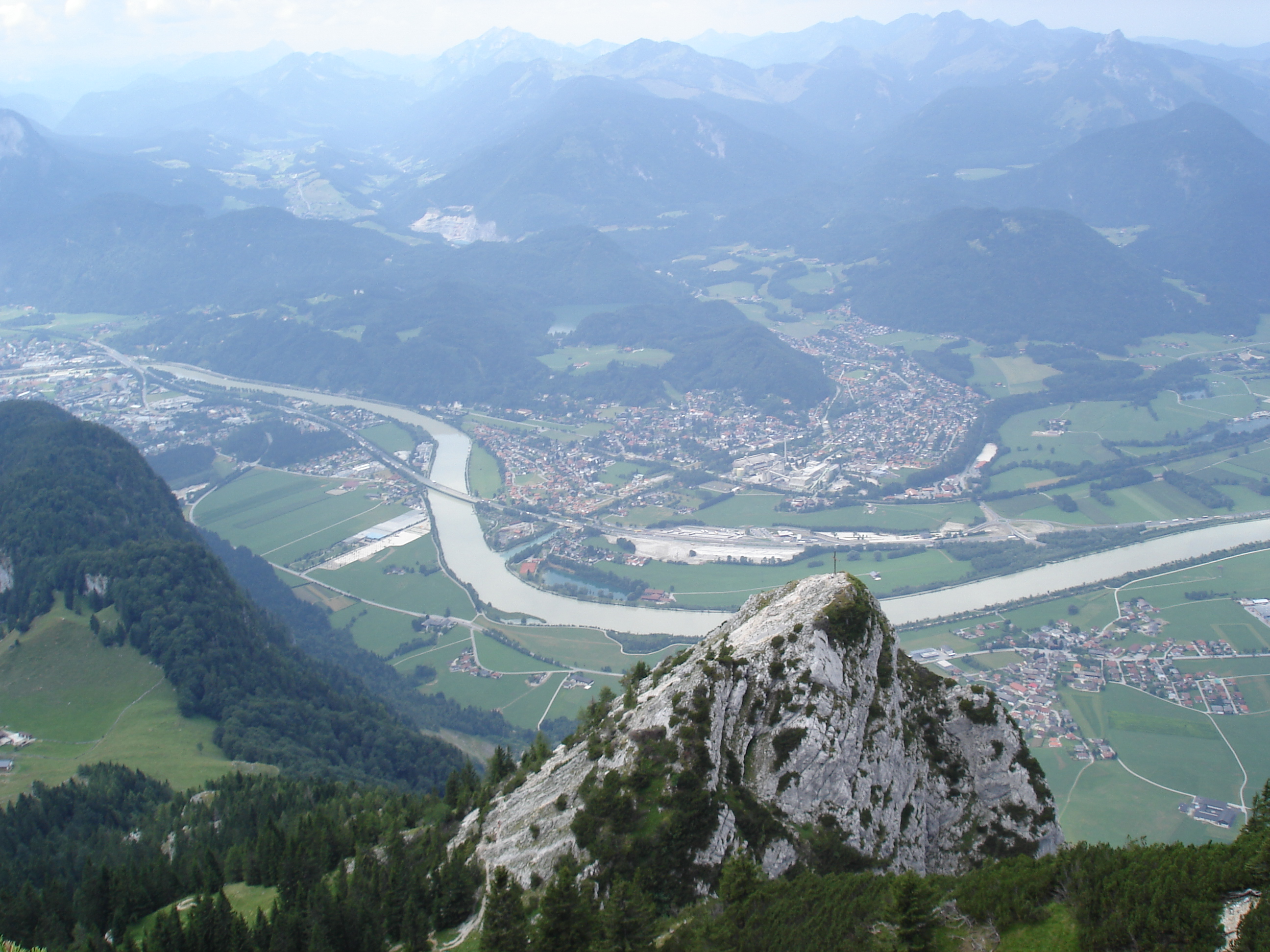
Vista desde Petersköpfl sobre el Naunspitze, hasta Kiefersfelden, bajando por el valle del Eno.

 El Naunspitze es un pico de 1.633 metros en el Zahmer Kaiser, la cresta norte de las montañas Kaiser en Tirol, Austria. Visto desde el oeste es la primera cumbre independiente en la cresta principal. Al sur cae abruptamente y, al norte, termina abruptamente en una escarpada pared rocosa que se eleva sobre el valle del Eno cerca de Ebbs. El siguiente pico a lo largo de la cresta principal hacia el este es el Petersköpfl (1745m), que está separado del Naunspitze por una pequeña brecha de viento. 

## Ascensiones
Se puede llegar al Naunspitze sin dificultad en unos 45 minutos desde el refugio de Vorderkaiserfelden, al suroeste, o en 20 minutos desde el Petersköpfl. Varias rutas de escalada alpina conducen a las paredes rocosas al norte y al oeste clasificadas por la UIAA como de grado III. 